# Coppa del Generalissimo 1964 (hockey su pista)
La Coppa del Generalissimo 1964 è stata la 21ª edizione della principale coppa nazionale spagnola di hockey su pista. Il torneo ha avuto luogo dal 12 al 14 giugno 1964.
Il trofeo è stato vinto dal Vilanova per la prima volta nella sua storia superando nel girone il Voltregà.

## Squadre partecipanti
- Espanyol
- Femsa Madrid
- Voltregà
- Vilanova

## Risultati
| Squadra 1      | Risultato | Squadra 2 |
| -------------- | --------- | --------- |
| 12 giugno 1964 |           |           |
| Femsa Madrid   | 3 - 9     | Vilanova  |
| Voltregà       | 2 - 0     | Espanyol  |
| 13 giugno 1964 |           |           |
| Espanyol       | 4 - 5     | Vilanova  |
| Femsa Madrid   | 1 - 8     | Voltregà  |
| 14 giugno 1964 |           |           |
| Vilanova       | 1 - 0     | Voltregà  |
| Femsa Madrid   | 4 - 6     | Espanyol  |

| Squadra      | Pt | G | V | N | P | GF | GS | DG  |
| ------------ | -- | - | - | - | - | -- | -- | --- |
| Vilanova     | 6  | 3 | 3 | 0 | 0 | 15 | 7  | +8  |
| Voltregà     | 4  | 3 | 2 | 0 | 1 | 10 | 2  | +8  |
| Espanyol     | 2  | 3 | 1 | 0 | 2 | 10 | 11 | -1  |
| Femsa Madrid | 0  | 3 | 0 | 0 | 3 | 8  | 23 | -15 |